# Mengamuñoz
Mengamuñoz es un municipio y localidad española de la provincia de Ávila, en la comunidad autónoma de Castilla y León. Se encuentra a 32 km al suroeste de la capital provincial y al inicio del Puerto de Menga (1564 m), entre la sierra de la Paramera y La Serrota. Por él pasa la antigua calzada romana que comunicaba la meseta castellana con la Vía de la Plata atravesando el Puerto del Pico y coincidiendo con la Cañada Real Leonesa Occidental. Fue lugar de importancia para la trashumancia, al ser el último pueblo en el camino hasta pasar el Puerto del Pico. Al otro lado del río Aulaque se encuentra el Otro Barrio, barrio ganadero formado por cuadras y pajares. El término municipal tiene una población de 54 habitantes (INE 2024).

## Símbolos
El escudo heráldico que representa al municipio fue diseñado por el especialista Eduardo Duque y Pindado, y aprobado oficialmente el 27 de septiembre de 2013 con el siguiente blasón:

Escudo de tipo español, cuartelado en cruz. Primer cuartel, en campo de oro seis roeles de azur. Segundo cuartel, en campo de plata, la imagen de Nuestra Señora de la Paz, en su color. Tercer cuartel, en campo de azur, el Risco del Águila en su color, con un águila, rapiñante en su cima también en su color. Cuarto cuartel, en campo de sable, un puente de plata mazonado de sable, y sobre el pretil, un toro pasante de oro. Timbrado con la actual Corona Real Española.
Boletín Oficial de la Provincia de Ávila nº de 25 de noviembre de 2013

## Geografía
Integrado en la comarca de Valle de Amblés, se sitúa a 35 km de la capital provincial. El término municipal está atravesado por la carretera N-502 entre los pK 31 y 34. El relieve es predominantemente montañoso, suavizado por la presencia del río Aulaque y algunos arroyos. La parte occidental del municipio es la más montañosa, donde empiezan a elevarse los picos de La Serrota. La altitud oscila entre los 1850 m al oeste, en plena sierra de La Serrota, y los 1230 m a orillas del río Aulaque. El pueblo se alza a 1313 m sobre el nivel del mar. El puerto de Menga (1564 m) es el paso natural de la carretera nacional entre el valle de Amblés y el Alto Valle del Alberche.
| Noroeste: Muñotello                  | Norte: Narros del Puerto | Noreste: La Hija de Dios |
| Oeste: Villatoro                     |                          | Este: Sotalbo            |
| Suroeste: Villatoro y Cepeda la Mora | Sur: Cepeda la Mora      | Sureste: Sotalbo         |

## Historia
Hacia mediados del siglo XIX, el lugar tenía contabilizada una población de 130 habitantes. La localidad aparece descrita en el decimoprimer volumen del Diccionario geográfico-estadístico-histórico de España y sus posesiones de Ultramar de Pascual Madoz de la siguiente manera:

MENGAMUÑOZ: l. con ayunt. de la prov. y dióc. de Avila (5 leg ), part. jud. de Piedrahita (5), aud. terr. de Madrid (21), c. g. de Castilla la Vieja (Valladolid 26). sit. en la carretera que conduce desde Montesclaros á Salamanca, por Peñaranda de Bracamonte, y al pié de la sierra llamada el Puerto de Menga; le combaten con mas frecuencia los vientos N. y S.; su clima es sano, y sus enfermedades mas comunes pulmonias benignas. Tiene 30 casas de interior construccion; la de ayunt., una fuente de buenas aguas, de las que se utilizan los vec. para sus usos, y una igl. parr. (San Miguel Arcángel) servida por un párroco cuyo curato es de 2.º ascenso y de provision ordinaria; hay una ermita titulada Nuestra Señora de la Paz, con culto público á espensas de los fieles; el cementerio está en paraje que no ofende la salud pública. El térm. confina N. La Hija de Dios; E. Cepeda la Mora; S. baldíos de tierra de Avila, y O. Muñotello; se estiende de 1/4 leg. á 1 y comprende un monte al lado S. poblado de robles y 929 fan., 456 de tierra cultivadas y 473 de incultas; de las cultivadas 48 de segunda suerte que se destinan á trigo y cebada, y 408 de tercera á centeno; hay ademas varios prados naturales y artificiales, y le atraviesa un arroyo titulado Aulaque, que desemboca en el Adoja, cerca de Narros del Puerlo. El terreno es arcilloso, de sierra y de mediana calidad. caminos: los que dirigen á los pueblos limítrofes y una calzada que va á Avila. El correo se recibe de la cap. de prov. por el balijero del Barco, que lo deja en Villatoro, de donde se recoge los sábados y martes y salen los lunes y jueves. prod.: trigo, cebada, centeno, garbanzos, patatas, fréjoles y otras legumbres; mantiene ganado lanar, vacuno y cabrío; cria caza de conejos, perdices y otras aves. ind. y comercio: la agrícola, 2 molinos harineros bastante malos, esportacion de patatas y demas frutos sobrantes, e importacion de algun grano y demas art. de que se carece en el pueblo. pobl.: 32 vec., 130 alm. cap. prod.: 358,225 rs. imp.: 14,329. ind. y fáb.: 1,100. contr.: 9,402 28. El presupuesto municipal asciende á 1,150 rs. que se cubren por reparto vecinal.
(Madoz, 1848, pp. 377-378)

## Demografía
Mengamuñoz cuenta con una población de 54 habitantes (INE 2024).
| Gráfica de evolución demográfica de Mengamuñoz entre 1842 y 2021                                                      |
| |
| Población de derecho según los censos de población del INE. Población de hecho según los censos de población del INE. |

## Patrimonio

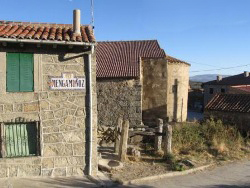
Potro de herrar

- Iglesia de San Miguel Arcángel[4] (siglo XVII)
- Casa parroquial
- Fuente antigua
- Potro de herrar
- Fragua
- Molinos harineros
- El Otro Barrio (cuadras y pajares)
- Calzada y pontones romanos (hasta al puerto de Menga)

## Fiestas
- 24 de enero, fiesta de invierno de la Virgen de la Paz
- 8 y 9 de septiembre, Virgen de la Paz